# المبتدئون (فلم)
المبتدئون  (بالإنجليزية: Beginners) هو فيلم كوميدي تم إنتاجه في الولايات المتحدة وصدر في سنة 2010.

## طاقم التمثيل
- إيوان مكريغور
- كريستوفر بلامر
- ميلاني لوران

## الميزانية والإيرادات
بلغت تكلفة إنتاج الفيلم حوالي 3.2 مليون دولار بينما حقق أرباحا تقدر بـ 14,311,701 دولار.

### ترشيحات وجوائز
| السنة | الحدث          | الفئة                  | النتيجة |
| ----- | -------------- | ---------------------- | ------- |
|       | جائزة الأوسكار | أفضل ممثل في دور مساعد | فوز     |

## وصلات خارجية
- مقالات تستعمل روابط فنية بلا صلة مع ويكي بيانات